# Varja Balžalorsky Antić
Varja Balžalorsky Antić, slovenska pesnica, predavateljica, prevajalka, literarna teoretičarka, *1979, Koper, Slovenija.

## Življenje in delo
Varja Balžalorsky Antić je doktorica literarnih ved. Ukvarja se s prevajalstvom leposlovja in humanistike iz francoščine (H. Michaux, P. Quignard, P. Bourdieu, J. L. Nancy, H. Lefebvre, L. Febvre, S. Germain, J. Le Rider itd.) in srbščine (M. Pantić, I. Antić, B. Vasić, L. Blašković, Anja Marković). Od leta 2009 do 2022 je bila zaposlena na Oddelku za primerjalno književnost in literarno teorijo Filozofske fakultete v Ljubljani kot docentka. Od leta 2022 je zaposlena na Oddelku za slovanske jezike in književnosti Filozofske fakultete v Mariboru, kjer predava teorijo književnosti in svetovno književnost. Napisala je kar nekaj pesmi, ki so objavljene v več literarnih revijah, kot so Literatura, Poetikon, Apokalipsa. Pri svojem delu se ukvarja zlasti s teorijo pesemskega diskurza, subjektiviteto v literarnem diskurzu, ritemanalizo, sodobno poezijo, poezijo 20. stoletja, srednjeveško francosko literaturo, prevodoslovjem, lirskim subjektom in dialoškosti v poeziji.

## Pomembnejši deli

### Pesniška zbirkaKlobuk Vere Revjakine B
Zbirka je nastajala v dolgem časovnem razponu, a je bila na koncu dobro sprejeta. Avtorica jo je posvetila svojemu možu Ivanu, ki je tudi književnik. Izšla je leta 2018 pri založbi LUD Šerpa. Naslov Klobuk je prav tako naslov tudi ene izmed pesmi v zbirki. Gre za posebno pesniško zbirko, ker presega običajne okvire vsakdanjosti, ki se zdi prevladujoča v sodobni slovenski poeziji. Je oblikovno in tematsko zelo raznolika in večglasna zbirka. Dotika se številnih tem, kot so ljubezenski odnosi, različne oblike rojstev in smrti, družbena odgovornost do aktualnih problemov ter vprašanje ženskosti na različnih ravneh. Ob tem pa postavlja vprašanja o pogojih za ustvarjanje pesniške govorice. Pesmi raziskujejo tudi svojo lastno nezmožnost izražanja ter možnost drugačnega prikazovanja doživetega, slišanega in čutenega – gre za iskanje novih oblik govorice, kot jo zaznava pesniška podzavest. Proti koncu zbirke se avtorica osredotoči na vprašanje jezika, kjer običajni jezikovni vzorci razpadajo, pomeni se spreminjajo, kar vodi v ustvarjanje novih načinov izražanja, namesto popolnega razpada jezika.
Aljaž Koprivnikar o zbirki Klobuk Vere Revjakine B:
»Pesniški prvenec Klobuk Vere Revjakine B. bralce skozi štiri neimenovane razdelke popelje skozi raznolike mestne pokrajine, tipajočo skrb za sočloveka, pred nas pa postavlja tako aktualna družbena vprašanja kot tudi prevpraševanje poezije. Med dekonstrukcijo in konstrukcijo ter med zmožnostjo in nezmožnostjo lirski subjekt učinkovito izmenjuje različne vloge ter poglede in znotraj pesmi izpostavi tematsko raznoliko in večglasno pesniško zbirko, v kateri je posebno mesto odmerjeno predvsem vlogi jezika. Medbesedilni nastavki ter spogledovanje z modernističnimi ter avantgardnimi postopki, so v svoji uporabi premišljeno nadgrajeni v svežo in suvereno avtorsko govorico, s katero Varja Balžalorsky Antić vidno izstopa iz sočasne slovenske poezije.« (Ljubljana: LUD Šerpa, 2018)

### MonografijaLirski subjekt. Rekonceptualizacija
Knjiga je izšla leta 2019 v slovenščini, leta 2022 pa še v angleščini. Takrat je bil odziv mnogo večji, kot je bil prej v Sloveniji. Monografija je bila napisana na podlagi doktorata Varje Balžalorsky Antić, njen mentor je bil Boris A. Novak. V knjigi se avtorica ukvarja z različnimi vidiki subjekta, na kakšen način ta prodira v poezijo. Predvsem se ukvarja z vprašanjem, kako je lirski subjekt definiran in razumevan v sodobni literarni vedi, hkrati pa raziskuje njegov pomen v različnih literarnih tradicijah. »Lirski subjekt je teoretski konstrukt, ki ga v literarni vedi uporabljamo za označevanje govorca ali ´jaz-a´ v pesniškem besedilu. Ni nujno, da gre za avtorjev osebni glas, ampak za estetski izraz, ki je oblikovan v okviru pesniškega dela.« (Balžalorsky Antić 2019: 49)
Avtorica v delu označi tri ključne značilnosti lirskega subjekta:
- intimnost in avtonomnost: Lirski subjekt pogosto izraža čustva, misli in doživljanje na način, ki se zdi oseben in introspektiven,
- večpomenskost: Lirski subjekt ni enoznačen, ampak omogoča več interpretacij,
- avtonomnost do avtorja: Lirski subjekt je ločen od dejanskega avtorja in je lahko fiktiven (izmišljen), tudi če se besedilo zdi avtobiografsko

Poleg tega še navaja, da se sicer izraz lirski subjekt velikokrat zdi problematičen predvsem zaradi filozofsko-psiholoških implikacij, zato nekateri predlagajo vpeljavo drugih izrazov, kot so lirski govorec, lirski glas, lirska persona in implicitni avtor. Delo omogoča dve vrsti branja: kot poskus preoblikovanja pojma lirskega subjekta v teoriji lirike ter kot razpravo o ključnih temah literarne teorije in drugih teorij, ki so pomembne za razvoj teorije lirike.